# سندی مارتین
سندی مارتین (انگلیسی: Sandy Martin؛ زادهٔ ۹ ژانویهٔ ۱۹۵۰) یک هنرپیشه اهل ایالات متحده آمریکا است. وی از سال ۱۹۶۵ میلادی تاکنون مشغول فعالیت بوده‌است.
او در فیلم نوعی زیبایی، الاغ وارونه، نابغه واقعی، پروژه نهایی آرچی، پسر و یک شب در مک‌کول بازی کرده است.